# Airway
Gli Airway sono stati un gruppo musicale alternative rock italiano nata nel 2005 a Treviso.

## Storia del gruppo
Il progetto nasce ufficialmente nell'inverno del 2005, sebbene la band esistesse già dal 1999 sotto il nome di Maidaiuto, una piccola realtà dello scenario punk trevigiano.
Grazie all'aiuto dell'etichetta discografica indipendente Agitato Records, la band nel 2006 registra cinque brani inseriti all'interno dell'EP di debutto Lighthouse, che si può collocare a livello di genere nel filone del moderno emo-core. Sin dall'inizio Lighthouse cattura l'attenzione degli addetti ai lavori e di varie webzine ottenendo recensioni su portali telematici quali Punkit, Punkadeka, Punkwave, Emotional breakdown e riviste quali Rocksound, Punkster e Rumore.
Subito la band inizia a suonare in alcuni locali italiani quali New Age, Rockplanet, La Gabbia aprendo il live di band italiane ed estere della scena emo-screamo quali Vanilla Sky e Dufresne e poco dopo la label italiana Graves Records propone alla band un contratto discografico per un disco; così dopo due cambi di line up con Alessandro Carlozzo (giovane batterista della scena underground trevigiana) che sostituisce Luca Bortolussi alla batteria e Alberto Moro che sostituisce Matteo Sbarra alla chitarra viene alla luce il primo album in studio del gruppo, Faded Lights.
La band parte con la promozione del disco con un tour italiano e due tour Europei che toccano la Germania, Spagna, Portogallo, Paesi Bassi, Francia, Belgio e Lettonia.
La band viene poi selezionata come opening act della data italiana del Taste of Chaos tour aprendo il concerto di The Used e Rise Against nel 2007.
Subito dopo il chitarrista Alberto Moro viene sostituito dall'attuale chitarrista Alessandro Cecino che completa quella che è l'attuale line up della band: Valerio Morossi al basso e voce, Sandro Cisolla alla chitarra e voce, Alessandro Cecino alla chitarra e Alessandro Carlozzo alla batteria.
Dopo l'ingresso di Alessandro Cecino la band sostiene un altro tour italiano di 10 date in compagnia della band romana "The Electric Diorama" chiamato Silverstar Tour.
Subito dopo viene girato il video musicale della canzone "Faded Lights" che viene selezionata da MTV TRL e arriva fino alla posizione numero 3 della classifica; nel frattempo la band continua il proprio tour promozionale aprendo i concerti di The All American Rejects, Metro Station, New Found Glory, Underoath ed Everytime I Die.
Nel luglio 2009 gli Airway vengono selezionati da MTV per prendere parte al tour estivo di TRL e suonano nella tappa di Pescara.
Da agosto fino a febbraio 2010 la band si chiude tra sala prove e studio per scrivere e registrare il seguito di "Faded Lights".
La band presenta in anteprima il nuovo disco il 14 febbraio 2010 all'Alcatraz di Milano nel concerto di apertura alla band statunitense All Time Low.
Così ad aprile 2010 esce "Respira", secondo album ufficiale della band prodotto e registrato tra l'Hate Studio di Rosà da Luca Spigato e il Box Studio di Roma da Daniele Brian Autore (chitarrista e cantante della band Vanilla Sky) anticipato dal singolo "Cali di tensione" il cui video viene messo in roazione da MTV, Deejay TV e Rock TV.
Nel luglio 2011 gli Airway tornano in studio per registrare il terzo loro lavoro ufficiale, un Ep di 5 tracce: "L'Urlo" che va ad anticipare l'album completo la cui uscita è prevista per il 2012.
"L'Urlo" esce ufficialmente nell'ottobre 2011 e verrà promosso con un tour che vedrà impegnati gli Airway fino al 2012.
Il 18 dicembre 2012 esce "Questa notte non sono morto", il terzo album della band alternative rock.
Il 16 ottobre 2015, anno che sancisce il decennale del gruppo, esce “Aldilà” il quarto album ufficiale, pubblicato da Irma Records ed edito per Warner Chappell Italia. Il disco viene presentato in anteprima sul main stage dell'Home Festival in compagnia di Interpol e Franz Ferdinand e finisce in Top 5 dei dischi più venduti su iTunes.
Il 19 aprile 2021 il gruppo si scioglie, annunciando la notizia con un messaggio sui social.

## Formazione

### Formazione attuale
- Valerio Morossi – voce e basso
- Sandro Cisolla – voce e chitarra
- Alessandro Cecino – chitarra
- Alessandro Carlozzo – batteria

### Ex componenti
- Matteo Sbarra – chitarra (2005–2007)
- Alberto Moro – chitarra (2007–2009)
- Luca Bortolussi – batteria (2005–2006)

## Discografia

### Album in studio
- 2007 – Faded Lights
- 2010 – Respira
- 2012 – Questa notte non sono morto
- 2015 – Aldilà

### EP
- 2005 – Lighthouse
- 2011 – L'urlo

### Singoli
- 2005 – Writing poems
- 2007 – Get on the dancefloor
- 2009 – Faded lights
- 2010 – Cali di tensione
- 2010 – Distante
- 2011 – Diagonali
- 2012 – A caccia di libellule
- 2012 – Supernova
- 2013 – Terrestri
- 2013 – Gli occhi di Cobain
- 2015 – Tutto bene
- 2017 – Luna

## Opere
- Dal cuore allo stomaco, Narcissus.me, 2013, ISBN 9788868851279.